# جامع الشيخ جنيد البغدادي
جامع ومرقد الشيخ جنيد، يعتبر من مساجد العراق التراثية والأثرية في مقبرة الشيخ معروف في بغداد، وأسمه جنيد بن محمد الزجاج المعروف بالبغدادي، وأول من عمر مرقده الخليفة العباسي المأمون ثم عمرهُ ووسع بناؤه في عهد المملكة العراقية من قبل  الملك غازي، وفي عام 1400 هـ/1980م أعاد بناؤه الشيخ محمود مهاوش الكبيسي، وآخر صيانة وترميم لهُ كان من قبل ديوان الوقف السني في العراق وما زال الجامع قيد الأعمار وتبلغ مساحته 2500م2، ويتسع الحرم لمائة مصل تقريباً وتقام فيهِ صلاة الجمعة وصلاة العيدين والصلوات الخمسة المكتوبة، وبجوار مرقد الشيخ جنيد يقع مرقد خاله الشيخ سري السقطي.